# Tibergs udde
Tibergs udde är ett naturreservat i Filipstads kommun belägen 15–20 kilometer norr om Filipstad utmed riksväg 26 i anslutning till Långbans gruvområde.
På udden finns många olika orkidéer i vilt tillstånd som brudsporre, purpurknipprot, guckusko, grönkulla, jungfru Marie nycklar och nattviol.
På våren blommar det med blåsippa, gullviva och liljekonvalj.